# Bill Gormlie
William Joseph Gormlie (1911 – 1976) là một cầu thủ bóng đá và huấn luyện viên bóng đá người Anh và. Ông thi đấu ở vị trí thủ môn cho Blackburn Rovers và Northampton Town. Ông từng dẫn dắt R.S.C. Anderlecht và đội tuyển quốc gia Bỉ.